# The Very Best of Chris Rea
The Very Best of Chris Rea è un album discografico di raccolta del musicista britannico Chris Rea, pubblicato nel 2001.

## Tracce
1. The Road to Hell (Part 2) - 4:32
2. Fool (If You Think It's Over) - 4:05
3. Let's Dance - 4:15
4. You Can Go Your Own Way - 3:56
5. Julia - 3:55
6. Stainsby Girls - 4:08
7. Tell Me There's a Heaven - 6:02
8. Josephine - 3:36
9. Steel River - 6:11
10. On the Beach - 6:50
11. I Can Hear Your Heartbeat - 3:23
12. All Summer Long - 3:33
13. The Blue Cafe - 4:47
14. Auberge - 4:44
15. Driving Home for Christmas - 4:01
16. Nothing to Fear - 4:30
17. Saudade, Pt. 1 and 2 - 6:49